# Ampedus corsicus
Ampedus corsicus е вид бръмбар от семейство Полски ковачи (Elateridae). Видът е почти застрашен от изчезване.

## Разпространение
Разпространен е във Франция (Корсика).